# 莫特 (密蘇里州)
莫特（英語：Mott）是位於美國密蘇里州豪厄爾縣的鬼鎮。

## 歷史
莫特的郵局於1892年設立，其後於1911年停運。

## 地理
莫特所處的海拔為高於海平面299米（即981英呎），而該地所採用的時區為UTC-6，即北美中部時區（CST）。同時該地設有夏令時間，為UTC-6調快一小時，即UTC-5（CDT）。